# Paul Grégoire
Pour les articles homonymes, voir Grégoire.
Paul Grégoire, né le 24 octobre 1911 à Montréal et mort dans la même ville le 30 octobre 1993, est un cardinal canadien, archevêque de Montréal de 1968 à 1990.

## Biographie

### Prêtre et universitaire
Après des études au séminaire Sainte-Thérèse puis au grand séminaire de Montréal, Paul Grégoire est ordonné prêtre le 22 mai 1937.
Il poursuit un cursus universitaire obtenant un doctorat en philosophie, une licence ès lettres, une maîtrise en histoire et un certificat de compétence pédagogique. En parallèle de ces études, il enseigne au séminaire Sainte-Thérèse puis en devient directeur.
En 1950, il est nommé aumônier des étudiants de l'Université de Montréal, fonction qu'il conserve jusqu'en 1961.

### Évêque
Le 26 octobre 1961, le pape Jean XXIII le nomme  évêque auxiliaire de Montréal avec le titre d'évêque in partibus de Curubis (de). Il reçoit la consécration épiscopale du cardinal Paul-Émile Léger le 27 décembre suivant.
Il occupe à plusieurs reprises la charge d'administrateur diocésain lorsque le cardinal Léger assiste aux sessions du concile Vatican II à Rome.
Le 20 avril 1968, après le retrait de ce dernier, le pape Paul VI le nomme archevêque de Montréal. Il procède alors à la mise en œuvre des réformes issues du concile. En particulier, il donne de la structure à la curie diocésaine.

### Cardinal
Jean-Paul II le crée cardinal le 28 juin 1988 avec le titre de cardinal-prêtre de Nostra Signora del Santissimo Sacramento e Santi Martiri Canadesi. Il se retire le 17 mars 1990. Jean-Claude Turcotte lui succède au siège d'archevêque de Montréal.
Malade, il meurt le 30 octobre 1993.

## Distinction
Il est fait officier de l'ordre du Canada en 1979.